# Someone to Call My Lover
„Someone to Call My Lover” (în limba română: „Cineva pe care să îl numesc iubitul meu”) este un cântec R&B al interpretei americane Janet Jackson. Acesta a fost compus de Jimmy Jam și Terry Lewis, cu care artista a colaborat începând cu era Control, fiind inclus pe cel de-al șaptelea material discografic de studio al solistei, All for You. Piesa a fost promovată ca cel de-al doilea extras pe single al albumului în vara anului 2001.
Înregistrarea prezintă mostre din cântecele „Ventura Highway” (America) și „Gymnopédie No. 1” (Erik Satie); linia melodică fiind influențată de muzica electronică și de cea folk. Videoclipul a fost regizat de Francis Lawrence, prezentând-o pe Jackson în diverse ipostaze, printre care și o apariție într-un bar de provincie. Solista a câștigat și o nominalizare la Premiile Grammy din anul 2002 pentru interpretarea lui „Someone to Call My Lover”.
Cântăreața susține faptul că piesa îi aduce aminte de copilărie, „Gymnopédie” fiind o compoziție îndrăgită de ea în primii săi ani de viață. Discul single a ocupat locul 3 în clasamentul american Billboard Hot 100, atingând poziții notabile și în listele din Europa și Oceania.

## Compunerea și sursa de inspirație
Înregistrarea include o mostră din cântecul „Ventura Highway”, lansat în anul 1972 de către formația America. Povestea din spatele șlagărului a fost redată de Yahoo! Music la scurt timp de la lansarea sa oficială. O altă influență puternică a venit din partea piesei „Gymnopédie No. 1” a compozitorului francez Erik Satie. Artista susține faptul că încă din vremea copilăriei a fost impresionată de ultimul cântec amintit, afirmând: „Când eram mică și obișnuiam să mă întorc de la școală era un film numit The 3:30 Movie, unde se obișnuia să se difuzeze musicaluri de pe MGM. [...] [Referitor la asta], îmi amintesc de faptul că urmăream Singin' in the Rain și a fost introdusă o reclamă cu o doamnă îmbrăcată în alb, nu știu dacă era la Dove sau la ceva similar, dar la un moment dat prezentau ceva de genul ăsta: «Da, Da, Da». Era Erik Satie. Nu am știut niciodată cine era compozitorul și cântecul mi-a rămas în minte”.
Ulterior, când solista a intrat în posesia înregistrării, i-a prezentat-o producătorului său Jimmy Jam, declarând: „Am dus-o direct la Jimmy, am spus: «Chiar trebuie să împart asta cu tine» și el a văzut pasiunea și dragostea mea pentru ea [pentru înregistrare]. El nu a preluat cântecul integral, dar și-a pus amprenta pe «Someone to Call My Lover», care mă duce cu gândul la copilăria mea”.

## Structura muzicală și versurile
„Someone to Call My Lover” este un cântec R&B scris într-o tonalitate majoră. Înregistrare prezintă influențe de funk și muzică electronică, rezultând o combinație ritmată. Prestația vocală este asigurată în totalitate de mezzo-soprana Janet Jackson, compoziția necesitând un timp îndelungat dedicat finalizării. În cântec nu există secțiuni instrumentale prea lungi, utilizându-se frazarea melodică repetitivă a vocii. Armoniile vocale prezentate pe parcursul piesei se îmbină cu interpretarea dinamică a solistei, apelându-se și la ritmuri de chitară acustică. De asemenea, în cântec se folosește doar câte un acord pe spații mari.
Textul piesei are un caracter romantic, asemeni celui inclus pe „Doesn't Really Matter” și diferit de cel ce construiește înregistrarea „All for You”, acesta posedând o tentă erotică. În versuri Jackson își exprimă dorința de a găsi o persoană specială cu care să înceapă o relație de iubire. Ansamblul de versuri se compune din trei strofe, un ante-refren și un refren, ultimele două fiind repetate de-a lungul piesei. Cântecul urmează formatul strofă — ante-refren — refren.

## Lansarea și percepția criticilor
Lansat ca cel de-al doilea extras pe single oficial al albumului All for You, „Someone to Call My Lover” a fost trimis posturilor de radio din Statele Unite ale Americii în luna iulie a anului 2001. Percepția criticilor muzicali asupra cântecului a fost una preponderent pozitivă, Stephen Thomas Erlewine de la Allmusic incluzând înregistrarea în categoria celor mai interesante compoziții de pe material, fiind alăturată și recomandărilor făcute cititorilor. Website-ul Neumu.net descrie piesa ca un „rai pop pe un fond de chitară acustică”. MTV Asia felicită interpretarea „înregistrării R&B acustice, [...] similară cu cea a preluării Jessicăi Simpson «Jack and Diane» (versiunea originală aparținând lui John Cougar), cu excepția faptului că este mai bună atât din punct de vedere vocal, cât și muzical”.
Editorul E.T. Mensah de la Entertainment Weekly apreciază înregistrarea într-un mod pozitiv, adresând, totodată, întrebarea: „Câte persoane de șaisprezece ani vor recunoaște faptul că «Someone to Call My Lover» este construit pe baza acelorași sunete muzicale de chitară ale șlagărului folk din anul 1972 «Ventura Highway» al [formației] America?”. Simon Owen de la UK MIX o felicită pe Jackson pentru faptul că reușește „să combine clasicul cu muzica pop”, continuând: „atrăgător și inofensiv, acest cântec îi permite lui Janet să își mențină stilul său prezent”.
Înregistrarea i-a adus cântăreței o nominalizare la Premiile Grammy la categoria „Best Female Pop Vocal Performance” (în limba română: „Cea mai bună interpretare pop feminină”) în anul 2002, însă trofeul a fost câștigat de compoziția „I'm Like a Bird” a lui Nelly Furtado. Pentru a spori popularitatea piesei, artista a colaborat cu producătorul muzical Jermaine Dupri la realizarea unui remix „So So Def”, aceasta fiind pentru prima dată când cei doi au participat la același proiect.

## Ordinea pieselor pe disc
| Nr.                                                  | Titlul                         | Durată |
| ---------------------------------------------------- | ------------------------------ | ------ |
| Disc promoțional de vinil distribuit în Europa       |                                |        |
| Fața A                                               |                                |        |
| 1.                                                   | „Someone to Call My Lover” [A] | 4:40   |
| 2.                                                   | „Someone to Call My Lover” [B] | 4:32   |
| Fața B                                               |                                |        |
| 1.                                                   | „Someone to Call My Lover” [C] | 4:46   |
| 2.                                                   | „Someone to Call My Lover” [D] | 5:08   |
| Disc single distribuit în Europa                     |                                |        |
| 1.                                                   | „Someone to Call My Lover” [E] | 4:14   |
| 2.                                                   | „Someone to Call My Lover” [A] | 4:40   |
| Disc Maxi single distribuit în Europa                |                                |        |
| 1.                                                   | „Someone to Call My Lover” [E] | 4:14   |
| 2.                                                   | „Someone to Call My Lover” [F] | 3:39   |
| 3.                                                   | „Someone to Call My Lover” [A] | 4:40   |
| 4.                                                   | „Someone to Call My Lover” [C] | 4:46   |
| 5.                                                   | „Someone to Call My Lover” [G] | 7:48   |
| Disc promoțional de vinil distribuit în Regatul Unit |                                |        |
| 1.                                                   | „Someone to Call My Lover” [G] | 7:48   |
| 2.                                                   | „Someone to Call My Lover” [H] | 6:02   |
| Disc de vinil distribuit în Regatul Unit             |                                |        |
| Fața A                                               |                                |        |
| 1.                                                   | „Someone to Call My Lover” [G] | 7:48   |
| Fața B                                               |                                |        |
| 1.                                                   | „Someone to Call My Lover” [A] | 4:40   |
| 2.                                                   | „Someone to Call My Lover” [C] | 4:46   |
| Disc promoțional de vinil distribuit în S.U.A.       |                                |        |
| 1.                                                   | „Someone to Call My Lover” [A] | 4:40   |
| 2.                                                   | „Someone to Call My Lover” [B] | 4:32   |
| Fața B                                               |                                |        |
| 1.                                                   | „Someone to Call My Lover” [I] | 4:40   |
| 2.                                                   | „Someone to Call My Lover” [J] | 4:32   |

| Nr.                                                    | Titlul                         | Durată |
| ------------------------------------------------------ | ------------------------------ | ------ |
| Disc promoțional dublu de vinil distribuit în S.U.A.   |                                |        |
| Discul 1                                               |                                |        |
| Fața A                                                 |                                |        |
| 1.                                                     | „Someone to Call My Lover” [B] | 4:32   |
| 2.                                                     | „Someone to Call My Lover” [J] | 4:32   |
| Fața B                                                 |                                |        |
| 1.                                                     | „Someone to Call My Lover” [A] | 4:40   |
| 2.                                                     | „Someone to Call My Lover” [I] | 4:40   |
| Discul 2                                               |                                |        |
| Fața A                                                 |                                |        |
| 1.                                                     | „Someone to Call My Lover” [G] | 7:48   |
| 2.                                                     | „Someone to Call My Lover” [F] | 3:49   |
| Fața B                                                 |                                |        |
| 1.                                                     | „Someone to Call My Lover” [H] | 6:02   |
| 2.                                                     | „Someone to Call My Lover” [K] | 3:49   |
| Disc single distribuit în S.U.A.                       |                                |        |
| 1.                                                     | „Someone to Call My Lover” [A] | 4:40   |
| 2.                                                     | „Someone to Call My Lover” [B] | 4:32   |
| Disc single distribuit în Regatul Unit                 |                                |        |
| 1.                                                     | „Someone to Call My Lover” [E] | 4:14   |
| 2.                                                     | „Someone to Call My Lover” [G] | 7:48   |
| 3.                                                     | „Someone to Call My Lover” [A] | 4:40   |
| 4.                                                     | „Someone to Call My Lover” [L] | 4:36   |
| Disc single distribuit în Australia, Japonia și Taiwan |                                |        |
| 1.                                                     | „Someone to Call My Lover” [E] | 4:14   |
| 2.                                                     | „Someone to Call My Lover” [F] | 3:39   |
| 3.                                                     | „Someone to Call My Lover” [A] | 4:40   |
| 4.                                                     | „Someone to Call My Lover” [C] | 4:46   |
| 5.                                                     | „Someone to Call My Lover” [G] | 7:48   |
| Disc single distribuit în Franța                       |                                |        |
| 1.                                                     | „Someone to Call My Lover” [E] | 4:14   |

Specificații
| - A ^ Remix „So So Def”. - B ^ Versiunea de pe albumul părinte All for You. - C ^ Remix „Velvet”. - D ^ Remix „80's”. - E ^ Editare radio. - F ^ Editare radio realizată de Hex Hector și Mac Quayle. | - G ^ Remix „Club Mix” realizat de Hex Hector și Mac Quayle. - H ^ Remix „Dub Mix” realizat de Hex Hector și Mac Quayle. - I ^ Negativul versiunii „So So Def”. - J ^ Negativul versiunii de pe albumul părinte All for You. - K ^ Acappella; versiune realizată de Hex Hector și Mac Quayle. - L ^ Videoclip. |

## Videoclip
Scurtmetrajul realizat pentru promovarea cântecului a fost regizat de Francis Lawrence și a avut premiera pe postul de televiziune MTV pe data de 21 mai 2001. Videoclipul începe cu prezentarea unei cutii muzicale de tip „jukebox” ce pornește difuzarea cântecului „Someone to Call My Lover”. În secvența următoare Jackson este surprinsă la volanul unei mașini decapotabile, conducând pe o stradă aflată în vecinătatea unui unui bar. Începutul refrenului afișează în paralel cu interpretarea solistei diverse evenimente petrecute concomitent, printre care o ceremonie religioasă sau jocul unui grup de copii ce sar pe o salte într-un loc aflat în apropiere. Cea de-a doua parte a peliculei, cântăreața se află în barul în care se difuzează piesa „Someone to Call My Lover”, în compania altor clienți. La final se afișează procesul de schimbare al discurilor din cutia muzicală, în timp ce înregistrarea se încheie.
Un videoclip alternativ a fost realizat pentru remixul „So So Def”, scenariul fiind unul similar. De asemenea, în această variantă este prezentat și Jermaine Dupri, el interpretându-și părțile vocale în aceleași cadre în care Jackson a fost prezentată în scurtmetrajul original.
„Someone to Call My Lover” a debutat pe locul 8 în clasamentul interactiv Total Request Live, realizat de MTV pe data de 15 iunie 2001, în timp ce în lista postului VH1 Top 10 Video Countdown a ocupat prima poziție. Videoclipul remixului „So So Def” este inclus pe DVD-ul From janet. to Damita Jo: The Videos, în timp ce versiunea originală a fost introdusă pe DVD-ul bonus al albumului All for You.

## Versiuni oficiale
- „Someone to Call My Lover” (Remix „So So Def”)
- „Someone to Call My Lover” (versiunea de pe albumul All for You)
- „Someone to Call My Lover” (remix „Velvet”)
- „Someone to Call My Lover” (remix „80's”)
- „Someone to Call My Lover” (editare radio)
- „Someone to Call My Lover” (editare radio realizată de Hex Hector și Mac Quayle)
- „Someone to Call My Lover” (remix „Club Mix” realizat de Hex Hector și Mac Quayle)
- „Someone to Call My Lover” (remix „Dub Mix” realizat de Hex Hector și Mac Quayle)
- „Someone to Call My Lover” (negativul versiunii „So So Def”)
- „Someone to Call My Lover” (negativul versiunii de pe albumul All for You)
- „Someone to Call My Lover” (acappella; versiune realizată de Hex Hector și Mac Quayle)

## Prezența în clasamente
„Someone to Call My Lover” a devenit popular în țara natală a interpretei la scurt timp după lansarea sa. În prima săptămână de difuzări, acesta a fost cel mai ascultat cântec dintre toate celelalte înregistrări ce activau în acea perioadă. La scurt timp, piesa a ocupat locul 3 în Billboard Hot 100, devenind cea de-a douăzeci și opta prezență a lui Jackson în primele zece trepte ale clasamentului american. Discul a activat și în diverse ierarhii adiacente lui Billboard Hot 100, câștigând poziția cu numărul 11 în Billboard Hot R&B/Hip-Hop Songs și locul fruntaș în lista Billboard Hot Dance Club Play, devenind cel de-al paisprezecelea cântec al artistei ce obține această distincție.
La nivel mondial înregistrarea s-a bucurat de mai puțin succes, nereușind să obțină clasări de top 10 în nicio țară din Europa sau Oceania. În ultima regiune, „Someone to Call My Lover” a intrat în clasamentele din Australia, unde a debutat pe locul 15 și în Noua Zeelandă. În cea din urmă țară, piesa a intrat în ierarhia națională pe treapta cu numărul 35, în timp ce „All for You” se afla încă printre cele mai bine clasate discuri single. Cântecul a avansat până pe locul 18, după trei săptămâni, rezistând pe această poziție paisprezece zile. În Europa, „Someone to Call My Lover” a câștigat locul 11 în Regatul Unit, aceasta fiind singura clasare de top 20 a înregistrării pe continent. În țările vorbitoare de limbă germană piesa a obținut clasări mediocre, ocupând cea de-a patruzeci și doua poziție în Elveția și treapta cu numărul 65 în Germania, nereușind să intre în clasamentul național al Austriei.
În United World Chart „Someone to Call My Lover” a debutat pe locul 39, avansând în top 10 cinci săptămâni mai târziu. Asemeni predecesorului său, cântecul a câștigat prima poziție, unde a staționat timp de o săptămână, fiind înlocuit de înregistrarea „Bootylicous”, interpretată de Destiny's Child. În mod similar, „All for You” a fost devansat de un alt disc single al formației menționate, de această dată vârful clasamentului fiind ocupat de șlagărul „Survivor”. „Someone to Call My Lover” a încheiat anul pe treapta cu numărul 40 grație celor 2.623.000 de puncte obținute din vânzări și difuzări radio, fiind cel de-al doilea single al solistei ce câștigă o poziționare în ierarhia mondială a anului 2001, după „All for You” (locul 10; 4.295.000 de puncte).

## Clasamente
| Clasament                      | Poziția maximă | Referință |
| ------------------------------ | -------------- | --------- |
| Australian Singles Chart       | 15             | [ 45 ]    |
| Belgia Singles Chart (Flandra) | 32             | [ 15 ]    |
| Belgia Singles Chart (Valonia) | 38             | [ 15 ]    |
| Brasil Hot 100                 | 68             | [ 57 ]    |
| Canadian Hot 100               | 9              | [ 42 ]    |
| Dutch Mega Top 100             | 42             | [ 15 ]    |
| Dutch Top 40                   | 28             | [ 58 ]    |
| France Singles Chart           | 58             | [ 15 ]    |
| Germany Singles Chart          | 65             | [ 50 ]    |
| Deutsche Black Charts          | 13             | [ 57 ]    |
| Italy Singles Chart            | 34             | [ 59 ]    |

| Clasament                       | Poziția maximă | Referință |
| ------------------------------- | -------------- | --------- |
| Irish Singles Chart             | 23             | [ 60 ]    |
| Japan Singles Chart             | 18             | [ 61 ]    |
| New Zealand Singles Chart       | 18             | [ 47 ]    |
| Swedish Singles Chart           | 49             | [ 15 ]    |
| Swiss Singles Chart             | 42             | [ 49 ]    |
| UK Singles Chart                | 11             | [ 62 ]    |
| UK R&B Chart                    | 4              | [ 57 ]    |
| Billboard Hot 100               | 3              | [ 14 ]    |
| Billboard Hot R&B/Hip-Hop Songs | 11             | [ 42 ]    |
| Billboard Hot Dance Club Play   | 1              | [ 44 ]    |
| United World Chart              | 1              | [ 53 ]    |

| Predecesor: „Planets of the Universe” de Stevie Nicks                     | Locul 1 în Billboard Hot Dance Club Play 18 august 2001 | Succesor: „You Set Me Free” de Abigail      |
| Predecesor: „Lady Marmalade” de Christina Aguilera, Lil' Kim, Mya și Pink | Locul 1 în United World Chart 8 septembrie 2001         | Succesor: „Bootylicious” de Destiny's Child |

## Personal
- Janet Jackson (voce, text, producție)
- Terry Lewis (text, producție)
- Jimmy Jam (producție)
- James Harris III (text)
- Dewey Bunnell (text)
- Steve Hodge (compilare)

Notă: Dewey Bunnell este creditat ca textier datorită mostrei din cântecul „Ventura Highway” inclusă în cântecul lui Jackson, acesta fiind cel ce a realizat integral versurile piesei amintite.

## Datele lansărilor
| Țara                       | Data          | Casa de discuri | Format         | Referință |
| -------------------------- | ------------- | --------------- | -------------- | --------- |
| Statele Unite ale Americii | iunie 2001    | Virgin Records  | Difuzare radio | [ 1 ]     |
| Europa                     | 25 iunie 2001 | Virgin Records  | Disc single    | [ 15 ]    |
| Statele Unite ale Americii | 26 iunie 2001 | Virgin Records  | Disc single    | [ 32 ]    |
| Regatul Unit               | 30 iulie 2001 | Virgin Records  | Disc single    | [ 23 ]    |